# Calanus cristatus
Calanus cristatus är en kräftdjursart som beskrevs av Kroyer 1845. Calanus cristatus ingår i släktet Calanus och familjen Calanidae. Inga underarter finns listade i Catalogue of Life.